# إيلينا أندون
إيلينا أوندون (بالإنجليزية: Elena Undone) هو فيلم رومانسي أمريكي تم إنتاجه في سنة 2010 من إخراج نيكول كون وبطولة نيكار صديقان وتراسي دينويدي.

## القصة
قصة الفيلم تتكلم عن إيلينا وينترس وهي ربة منزل ومع زوجها القس وعن بايتون لومبارد وهي كاتبة سحاقية وتعاني من الفقدان وتبحث عن من تحبه.

## البطولة
- نيكار صديقان بدور إيلينا وينترس
- تراسي دينويدي بدور بايتون
- غاري ويكس بدور باري
- سام هاريس بدور تايلر
- كانر كرام بدور ناش
- سابرينا فوستر بدور توري
- ماري ويلس بدور ويف
- إرين كايرفول بدور ميلي
- هيذر هوي بدور ليلي

## التقييم
حاز الفيلم على تقييم 58% على موقع الطماطم الفاسدة، وحاز على 6.4 نجمة من موقع قاعدة بيانات الأفلام على الإنترنت.

## روابط خارجية
- إيلينا أندون على موقع IMDb (الإنجليزية)
- إيلينا أندون على موقع روتن توميتوز (الإنجليزية)
- إيلينا أندون على موقع نتفليكس (الإنجليزية)
- إيلينا أندون على موقع ألو سيني (الفرنسية)
- إيلينا أندون على موقع Turner Classic Movies (الإنجليزية)
- إيلينا أندون على موقع أول موفي (الإنجليزية)
- إيلينا أندون على موقع فيلمافينيتي (الإسبانية)
- إيلينا أندون على موقع قاعدة بيانات الفيلم (الإنجليزية)
- إيلينا أندون على موقع ليتربوكسد (الإنجليزية)
- إيلينا أندون على موقع كينوبويسك (الروسية)